# 유하주
유하주는 대한민국의 가수이다.

## 음반
- 2014년 Again
- 2016년 완전 좋아